# Uniwersytet w Białymstoku
Uniwersytet w Białymstoku (UwB) – państwowa uczelnia z siedzibą w Białymstoku powstała w 1997 w wyniku przekształcenia w samodzielną uczelnię Filii Uniwersytetu Warszawskiego założonej 15 lipca 1968 roku (z mocą obowiązującą od 1 lipca). 
Do 1948 roku zdobycie wykształcenia oraz uprawnień do zostania nauczycielem w Białymstoku było możliwe jedynie na poziomie szkoły zawodowej (Seminarium Nauczycielskie założone w 1919 roku) i średnim (Państwowe Liceum Pedagogiczne założone w 1932 roku). 1 września 1948 r. ruszył w Białymstoku Państwowy Kurs Nauczycielski, którego ukończenie dawało wykształcenie półwyższe. Został on zamknięty w 1954 roku.  Na jego miejsce 1 września 1955 r. oraz 1 września 1961 r. otwarto w Białymstoku dwa Studia Nauczycielskie, natomiast 20 lipca 1968 r. już w Filii UW powołano Wyższą Szkołę Nauczycielską.
UwB to jedna z największych uczelni w północno-wschodniej Polsce, kształcąca na kierunkach humanistycznych, społecznych i matematyczno-przyrodniczych. W skład Uniwersytetu wchodzi 9 wydziałów, w tym jeden zagraniczny (w Wilnie). 4 z 9 wydziałów mają najwyższą kategorię naukową A. UwB ma 6 uprawnień habilitacyjnych (w zakresie prawa, ekonomii, chemii, biologii, historii i fizyki) oraz 10 doktorskich.

## Opis

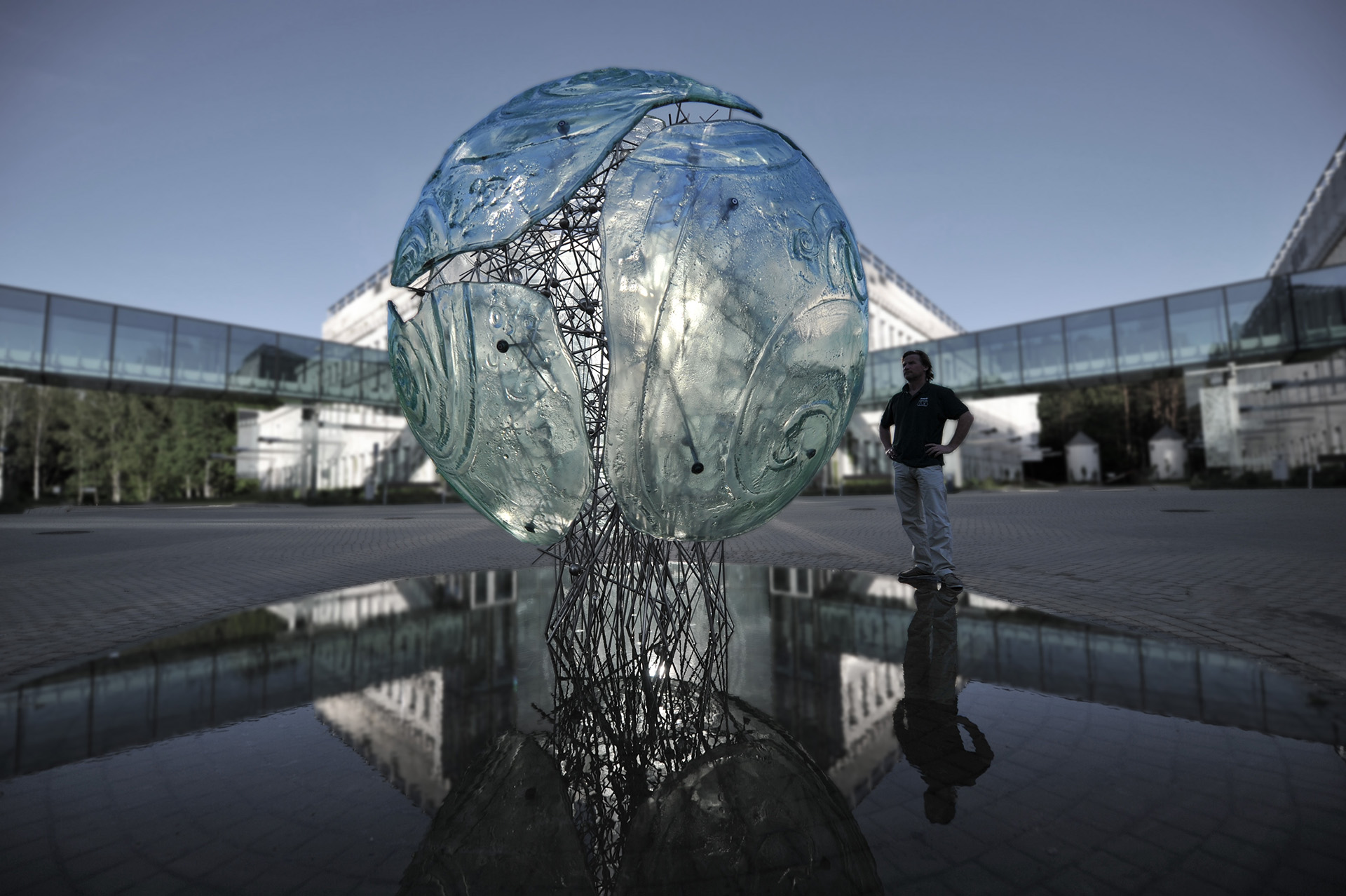
Szklana rzeźba „Wielki Wybuch” instalacja Tomasza Urbanowicza w kampusie UwB

Uniwersytet został utworzony ustawą z dnia 19 czerwca 1997 jako trzynasty państwowy uniwersytet w Polsce. Zatrudnia prawie 800 pracowników naukowo-dydaktycznych, w tym blisko 200 profesorów; kształci na poziomie studiów zawodowych i magisterskich ponad 12 tys. studentów w systemie studiów dziennych, zaocznych, wieczorowych i eksternistycznych. Absolwenci kierunków studiów magisterskich mogą kontynuować naukę na studiach doktoranckich lub w ramach licznych studiów podyplomowych.
W prowadzonych na Uniwersytecie badaniach naukowych wykorzystuje się środowisko przyrodnicze oraz zróżnicowanie kulturowe regionu. Uniwersytet rokrocznie realizuje ok. 60 projektów naukowych, finansowanych z funduszy krajowych i zagranicznych. Korzysta też z funduszy strukturalnych. Do sukcesów UwB należy zaliczyć udział w 6. i 7. Programie Ramowych Badań, Rozwoju Technicznego i Prezentacji UE, Horyzoncie 2020, Comenius i Aspera oraz programie DAPHNE III. W latach 2011–2016 pracownicy UwB zgłosili 25 patentów, w tym jeden europejski. Uniwersytet dysponuje nowoczesną infrastrukturą do prowadzenia zaawansowanych badań, zwłaszcza w zakresie biologii, chemii, matematyki i fizyki. W nowo wybudowanym kampusie UwB funkcjonuje Uniwersyteckie Centrum Obliczeniowe.
W ramach międzynarodowych programów Socrates-Erasmus i Leonardo da Vinci Uniwersytet współpracuje z instytucjami z kilkudziesięciu państw, w oparciu o ok. 200 umów bilateralnych. Ma podpisanych ponad 70 umów z zagranicznymi partnerami – z Europy, ale też z USA, Japonii czy Chin. Dzięki współpracy międzyuczelnianej i międzynarodowej studenci UwB odbywają staże zawodowe również poza granicami Polski.
W 2006 UwB podjął starania mające na celu uruchomienie filii w Wilnie. 19 czerwca 2007 rząd Republiki Litewskiej na mocy Uchwały Nr 633 wydał pozwolenie na uruchomienie filii Uniwersytetu w Białymstoku (Wydziału Ekonomiczno-Informatycznego w Wilnie). Zgodnie z prawodawstwem litewskim rozpoczęcie działalności tej jednostki organizacyjnej mogło jednak nastąpić dopiero po wpisie do Rejestru Przedmiotów Prawnych Republiki Litewskiej oraz uzyskaniu licencji na prowadzenie działalności edukacyjnej wydanej przez ministra oświaty Republiki Litewskiej. W dniu 9 sierpnia 2007 zostały ostatecznie zakończone procedury – od tego momentu w Wilnie działa Wydział Ekonomiczno-Informatyczny Uniwersytetu w Białymstoku. Wydział Ekonomiczno-Informatyczny UwB w Wilnie do 2016 roku wypromował ponad 500 absolwentów. Kształcący się tu studenci działają w trzech kołach naukowych, w sekcji sportowej, zespołach muzycznych i tanecznych, organizują Juwenalia. Swoją opieką otoczyli też polski cmentarz na Rossie.

## Współpraca z innymi uczelniami
W latach 90. XX wieku, dzięki wsparciu Instytutu Polskiego w Mińsku, Uniwersytet w Białymstoku zawarł umowę o współpracy z Witebskim Uniwersytetem Państwowym, w związku z nowo otwartymi tam wydziałami angielsko-polskim i niemiecko-polskim.
W 2013 r. UwB zainicjował stworzenie międzynarodowego konsorcjum uczelni z Polski, Litwy, Białorusi, Ukrainy oraz Rosji pod nazwą Sieć Uniwersytetów Pogranicza. Należy do niego 10 uniwersytetów. Współpraca obejmuje m.in. wspólne aplikowanie o międzynarodowe granty, realizację projektów naukowych, wymianę usług badawczych.

## Władze uczelni
W kadencji 2024–2028:
| Stanowisko                                       | Imię i nazwisko                    |
| ------------------------------------------------ | ---------------------------------- |
| Rektor                                           | prof. dr hab. Mariusz Popławski    |
| Prorektor ds. kształcenia                        | dr hab. Krzysztof Korotkich        |
| Prorektor ds. nauki i współpracy międzynarodowej | prof. dr hab. Agnieszka Wilczewska |
| Prorektor ds. studentów i doktorantów            | dr hab. Anna Gardocka-Jałowiec     |
| Prorektor ds. rozwoju                            | dr hab. Tomasz Bajkowski           |

## Poczet rektorów
1. prof. dr hab. Adam Jamróz (1997–2002)
2. prof. dr hab. Marek Gębczyński (2002–2005)
3. prof. dr hab. Jerzy Nikitorowicz (2005–2012)
4. prof. dr hab. Leonard Etel (2012–2016)
5. prof. dr hab. Robert Ciborowski (2016–2024)
6. prof. dr hab. Mariusz Popławski (od 2024)

## Jednostki dydaktyczne i kierunki

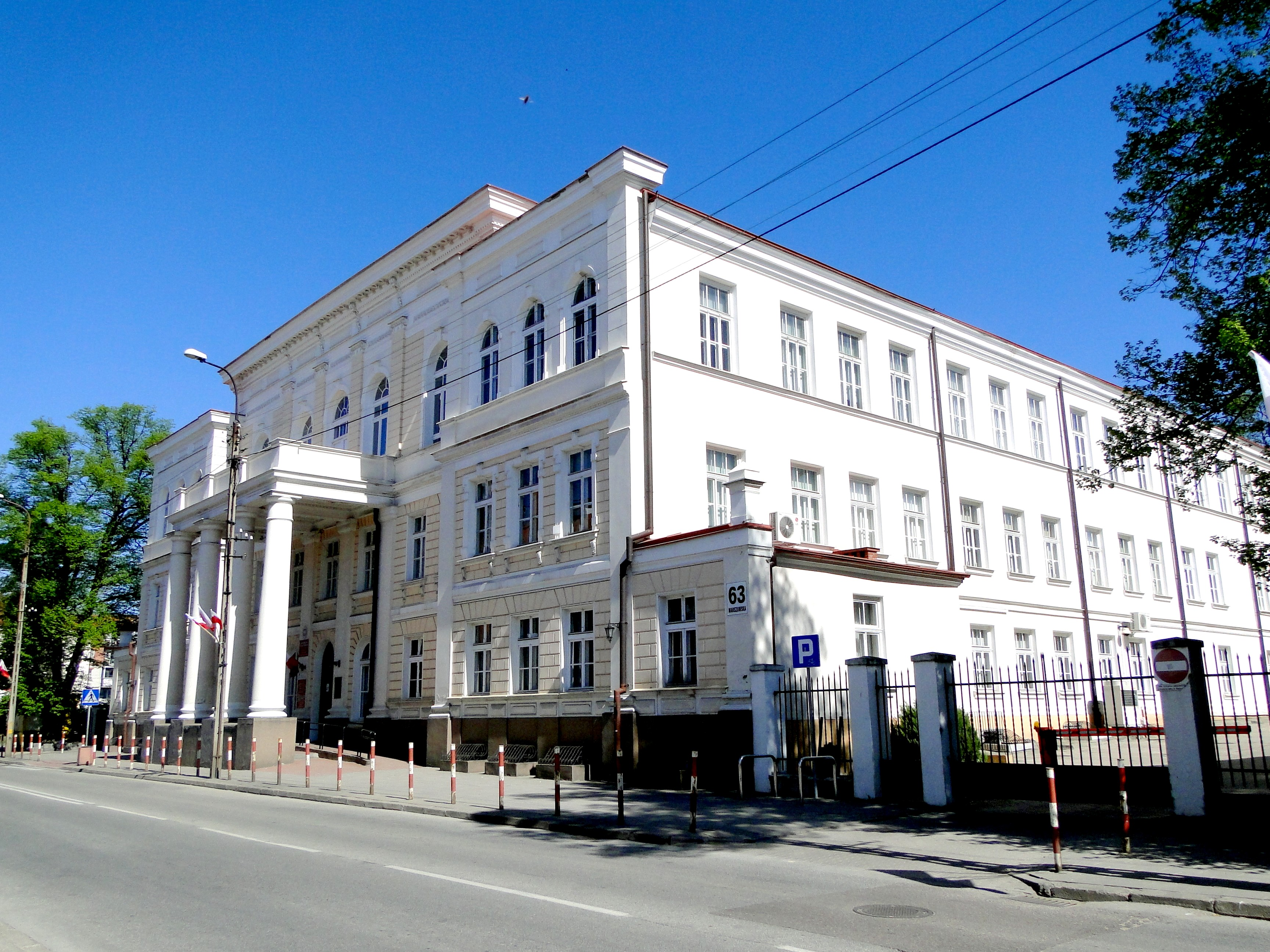
Wydział Ekonomii i Finansów UwB przy ul. Warszawskiej 63

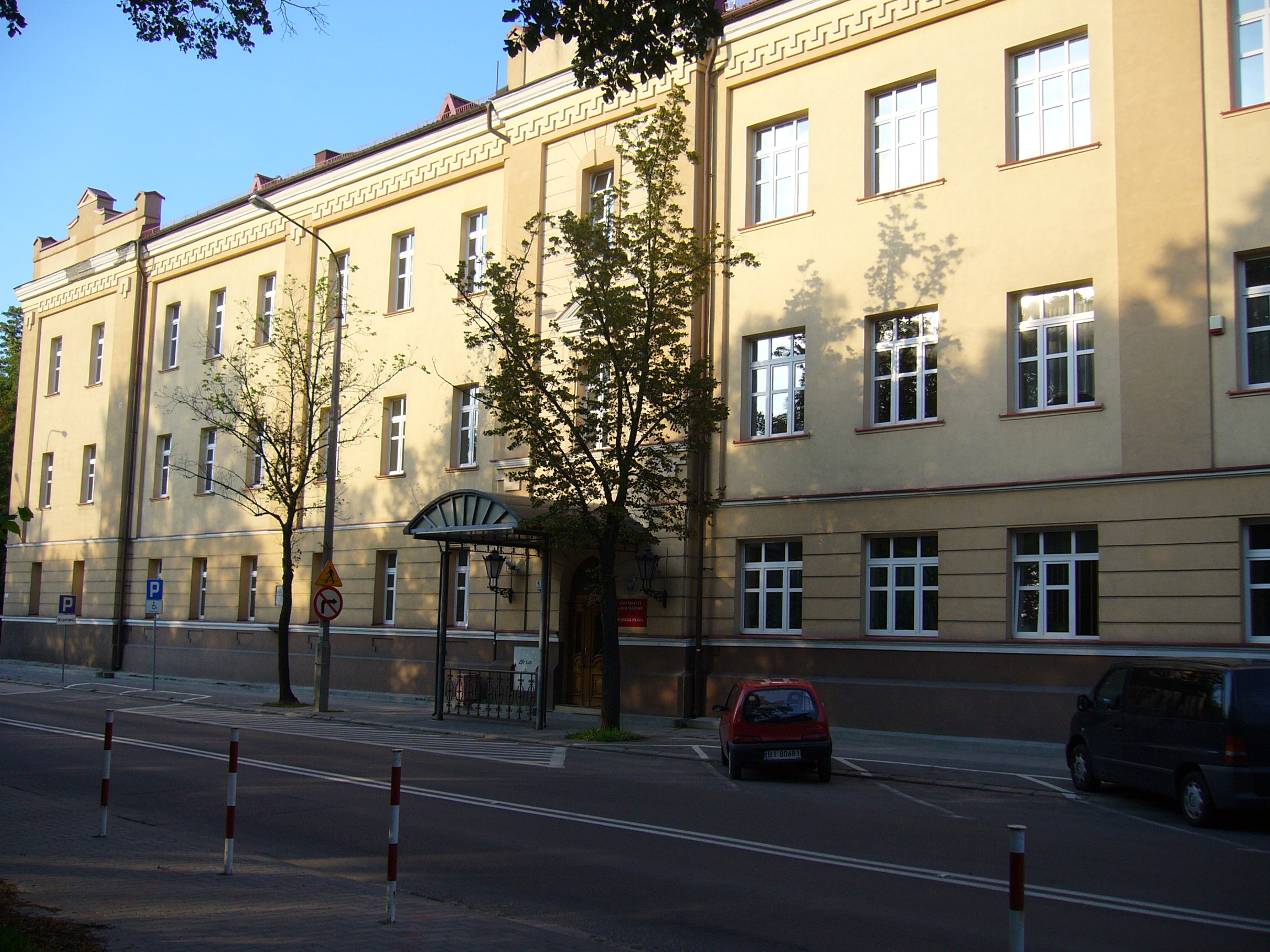
Wydział Prawa przy ul. Mickiewicza 1

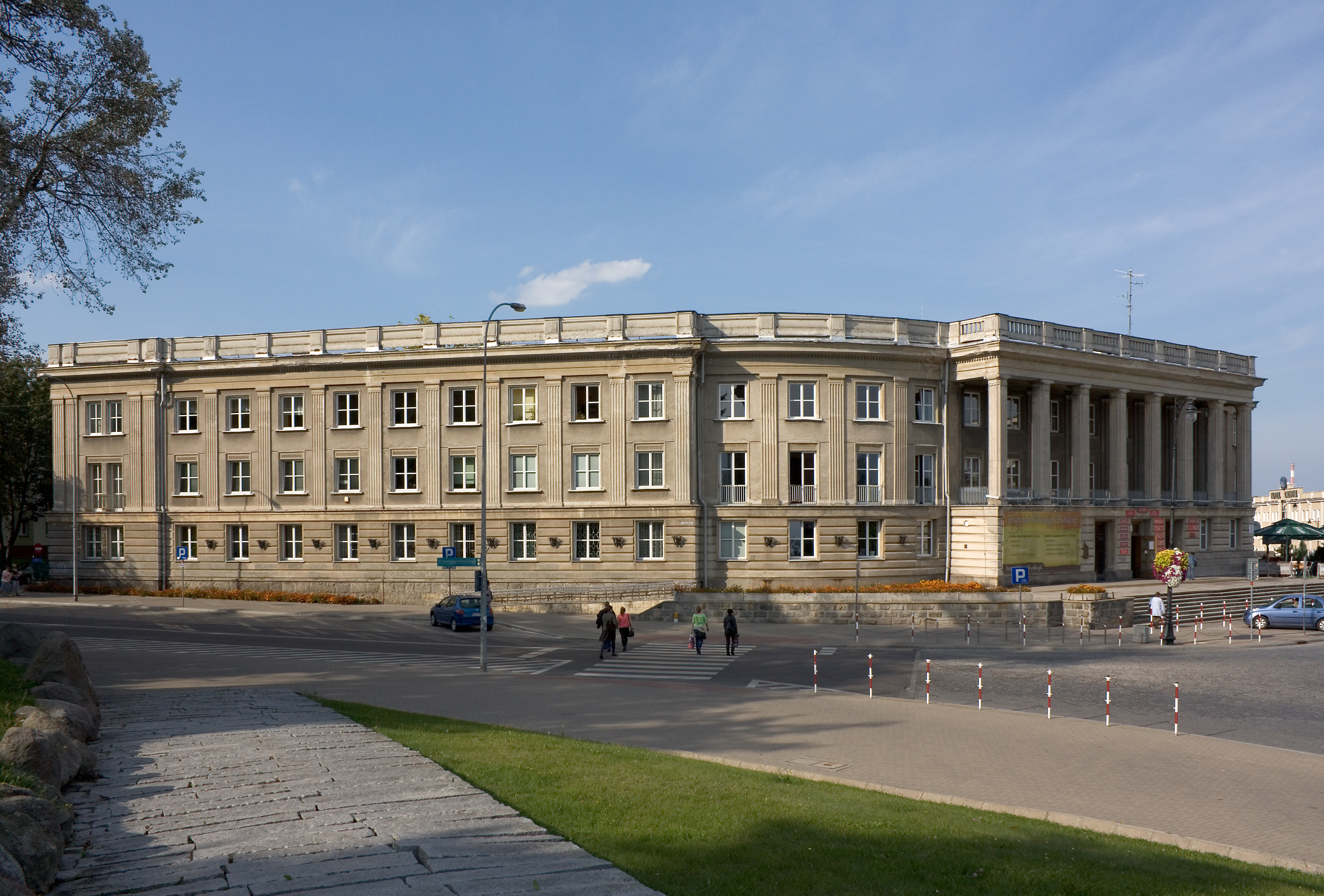
Budynek m.in. Wydziału Filologicznego UwB i Wydziału Historii i Stosunków Międzynarodowych UwB przy pl. Niezależnego Zrzeszenia Studentów 1

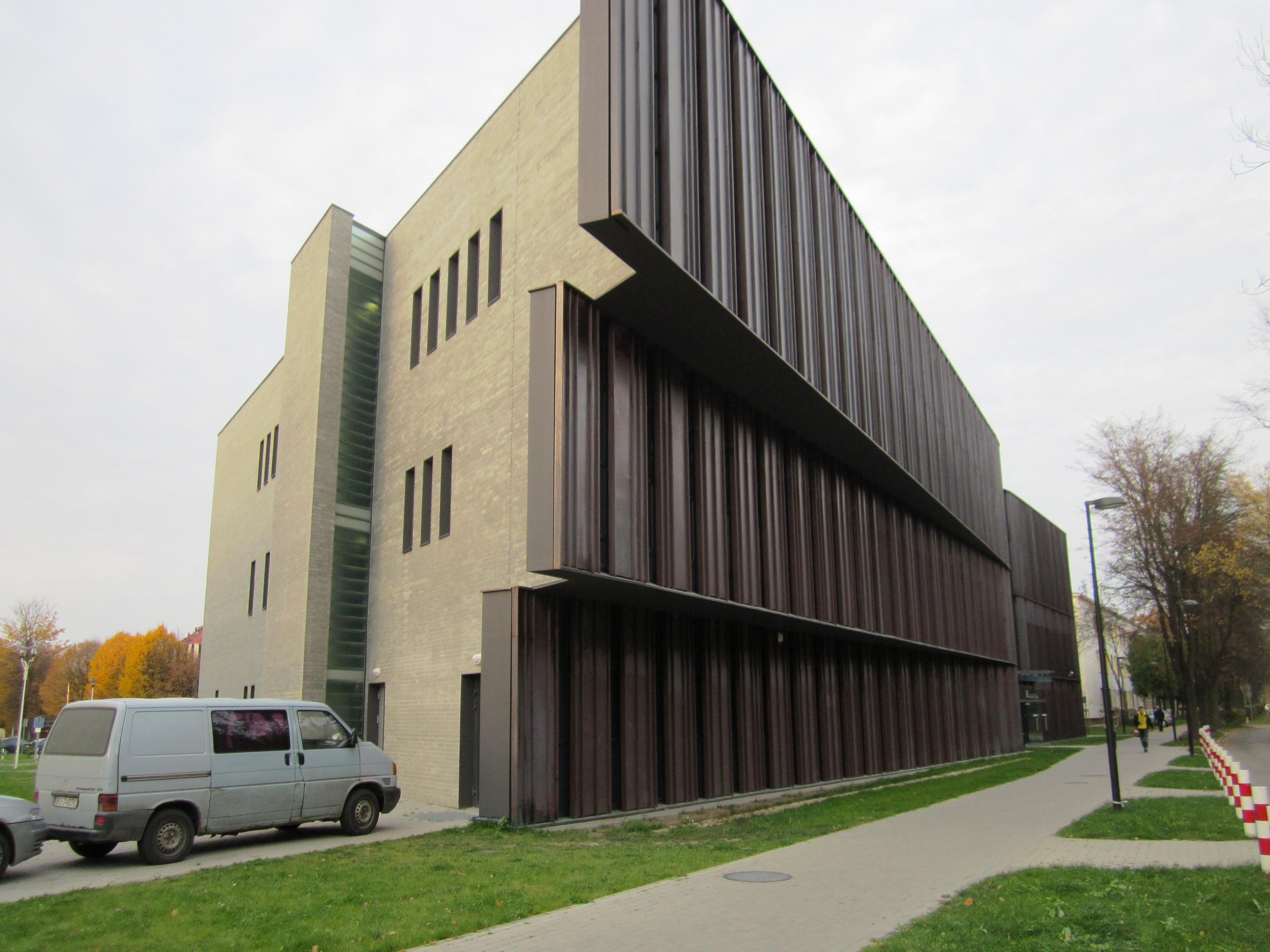
Aula Wydziału Nauk o Edukacji UwB przy ul. Świerkowej 20

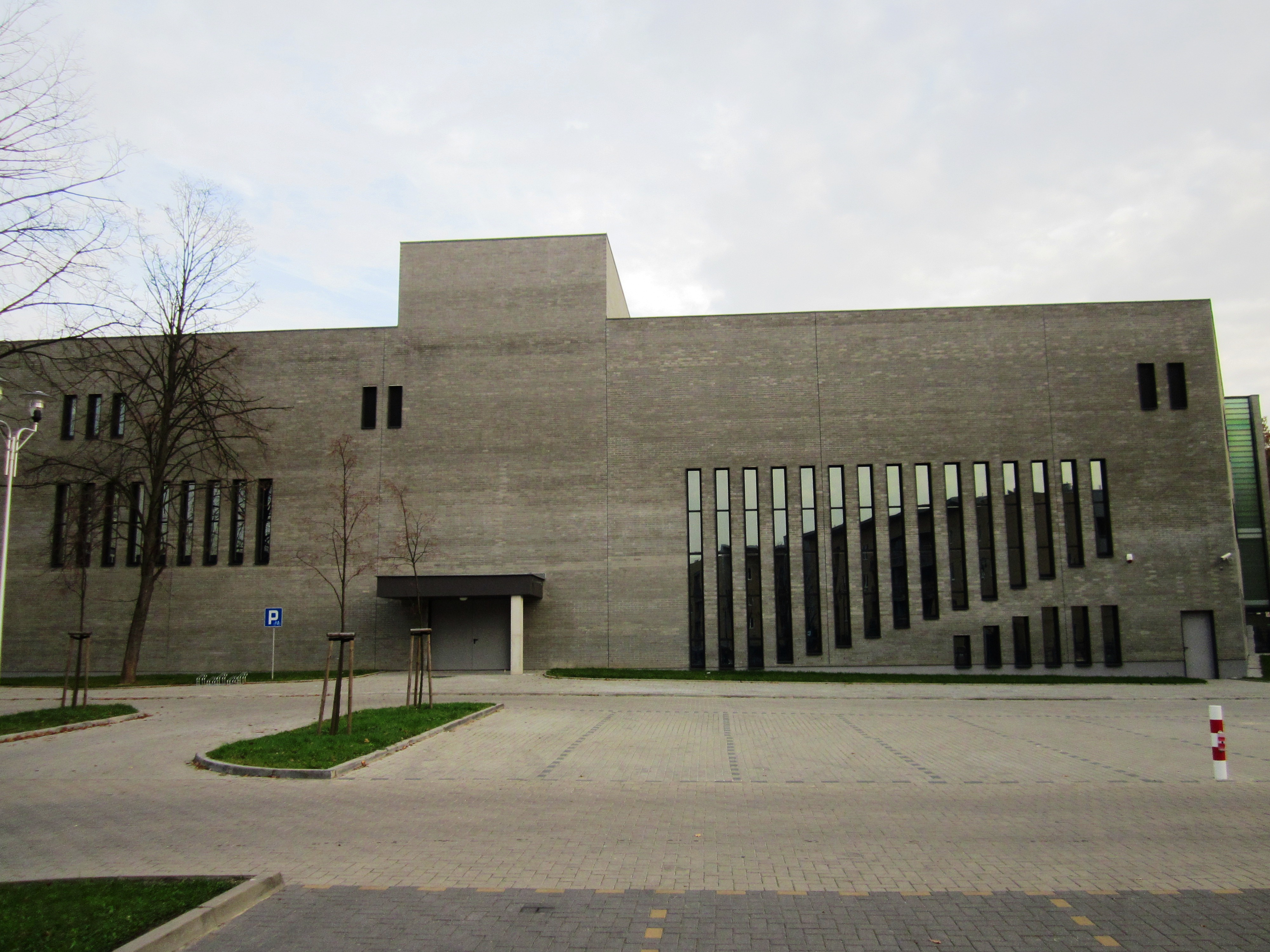

W roku akademickim 2019/20 uczelnia daje możliwość podjęcia nauki na studiach humanistycznych i ścisłych I i II stopnia prowadzonych w ramach piętnastu wydziałów i jednej filii:
- Wydział Biologii
  - Biologia
  - Ekobiznes
  - Nauki biologiczne

- Wydział Chemii
  - Chemia
  - Chemia kryminalistyczna i sądowa
  - Ochrona środowiska
  - Nauki chemiczne

- Wydział Ekonomii i Finansów
  - Ekonomia (studia I i II stopnia)
  - Ekonomiczno-Prawny (studia I i II stopnia)
  - Międzynarodowe Stosunki Gospodarcze (studia I i II stopnia)

- Wydział Filologiczny
  - Filologia polska
  - Filologia, specjalności:
    - filologia angielska
    - filologia angielska z językiem niemieckim
    - filologia angielska z językiem hiszpańskim
    - filologia angielska z językiem rosyjskim
    - filologia francuska (oferta edukacyjna dla kandydatów rozpoczynających naukę języka francuskiego od podstaw)
    - język francuski (od podstaw) z angielskim – profil tłumaczeniowy
    - język francuski stosowany, z hiszpańskim (oferta edukacyjna dla kandydatów rozpoczynających naukę języka francuskiego od podstaw)
    - filologia rosyjska (dla kandydatów rozpoczynających naukę języka rosyjskiego od podstaw)
    - filologia rosyjska (dla kandydatów ze znajomością języka rosyjskiego)
    - filologia rosyjska – komunikacja językowa w sferze biznesu

- Wydział Filozofii
  - Filozofia i Etyka (studia I stopnia)
  - Filozofia 2º (studia II stopnia)
  - Kognitywistyka i Komunikacja (studia I stopnia)

- Wydział Fizyki
  - Fizyka (studia I i II stopnia)

- Wydział Historii
  - Historia (studia I i II stopnia)
  - Studia Wschodnie (studia I i II stopnia)

- Wydział Informatyki
  - Informatyka (studia I i II stopnia)
  - Informatyka i Ekonometria (studia I stopnia)

- Wydział Matematyki
  - Matematyka teoretyczna (studia I i II stopnia)
  - Matematyka finansowa (studia I i II stopnia)
  - Bezpieczeństwo informacji (studia I stopnia)
  - Analiza danych i Modelowanie (studia II stopnia)

- Wydział Nauk o Edukacji
  - Pedagogika (studia I  i II stopnia)
  - Praca socjalna (studia I i II stopnia)

- Wydział Prawa
  - Administracja (studia I i II stopnia)
  - Bezpieczeństwo narodowe (studia I i II stopnia)
  - Kryminologia studia stacjonarne (studia I i II stopnia)
  - Prawo studia stacjonarne jednolite magisterskie
  - Doradztwo podatkowe (studia II stopnia)

- Wydział Socjologii
  - Socjologia (studia I i II stopnia)

- Wydział Stosunków Międzynarodowych
  - Stosunki międzynarodowe (studia I i II stopnia)

- Wydział Studiów Kulturowych
  - Kulturoznawstwo

- Wydział Zarządzania
  - Zarządzanie

- Wydział Ekonomiczno-Informatyczny UwB w Wilnie
  - Ekonomia (studia I i II stopnia)
  - Informatyka (studia I stopnia)
  - Europeistyka (studia I stopnia)

## Inne jednostki
- Biblioteka Uniwersytecka im. Jerzego Giedroycia w Białymstoku
- Uniwersyteckie Centrum Przyrodnicze w Białymstoku

- Katedra Teologii Katolickiej
- Katedra Teologii Prawosławnej

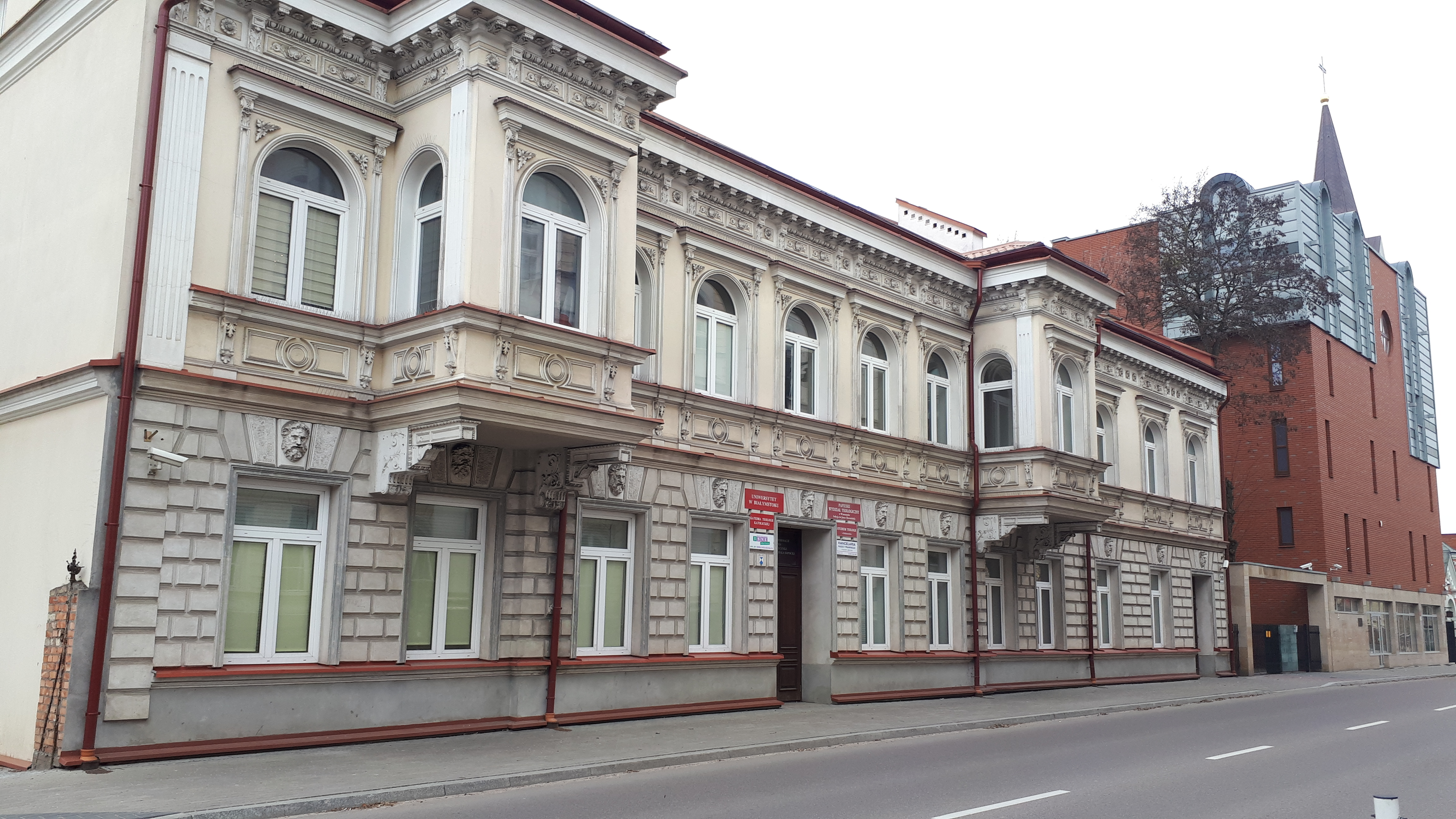
Budynek Katedry Teologii Katolickiej

- Studium Praktycznej Nauki J. Obcych
  - Goethe Institut – Centrum Egzaminacyjne na UwB
  - TELC The European Language Certificates – Centrum Egzaminacyjne na UwB
  - Uniwersyteckie Centrum Nauki Języków Obcych „Glotta”
- Wschodni Ośrodek Transferu Technologii
- Studencka Poradnia Prawna
- Biuro Karier
- Studium Wychowania Fizycznego i Sportu
- Centrum Edukacji Nauczycieli
- Alliance Française
- Wydawnictwo UwB
- Centrum ds. Informatyzacji
- Biblioteka British Council
- Centrum Informacji i Organizacji Badań Finansów Publicznych i Prawa Podatkowego Krajów Europy Środkowej i Wschodniej

## Domy Studenta

### Istniejące
- DS nr 1 - ul. Żeromskiego 1 (wybudowany w latach 1997-2002[12], zamieszkały od lutego 2003[13], przez studentów UwB od 1 października 2004[14])

### Zlikwidowane
- DS nr 2 "Kujonek" - ul. Krakowska 9 (wybudowany w 1954 roku jako Dom Młodego Robotnika dla BZPB Fasty[15], w latach 1964-1974 akademik WSI[16], zburzony w kwietniu 2017[17])
- DS nr 3 - ul Pogodna 65 (wybudowany w 1978 roku[18], jako Dom Studenta do 2004 i 2009-2020[19][20])

## Organizacje

### Samorząd studencki
Organy na szczeblu Uniwersytetu:
- Parlament Studencki Uniwersytetu w Białymstoku (PS UwB)
- Zarząd Parlamentu Studenckiego (organ wykonawczy)
- Uczelniana Studencka Komisja Wyborcza

Organy na szczeblu wydziałów i instytutów:
- Rady Samorządu Studenckiego (RSS)

Organy na szczeblu domów studenckich:
- Rady Mieszkańców

Przedstawiciele w organach kolegialnych Uniwersytetu:
- w Senacie – Senatorowie Studenccy
- w Radach Wydziałów – studenccy członkowie Rad Wydziałów
- w Radach Naukowych Instytutów – studenccy członkowie Rad Naukowych Instytutów

### Samorząd doktorantów
Organy na szczeblu Uniwersytetu:
- Rada Uczelniana Samorządu Doktorantów (RUSD)
- Prezydium RUSD (organ wykonawczy)
- Uczelniana Komisja Wyborcza Samorządu Doktorantów (UKWSD)

Organy na szczeblu wydziałów:
- Wydziałowe Rady Samorządu Doktorantów (WRSD)
- Prezydia WRSD (organy wykonawcze)

Przedstawiciele w organach kolegialnych Uniwersytetu:
- w Senacie – Senatorowie Doktoranccy
- w Radach Wydziałów – doktoranccy członkowie Rad Wydziałów
- w Radach Naukowych Instytutów – doktoranccy członkowie Rad Naukowych Instytutów

### Organizacje i stowarzyszenia studenckie
- Chór Akademicki Uniwersytetu w Białymstoku
- Demokratyczne Zrzeszenie Studenckie
- Erasmus Student Network Uniwersytetu w Białymstoku
- Europejskie Forum Studentów AEGEE – Białystok
- Europejskie Stowarzyszenie Studentów Prawa ELSA Białystok
- Niezależne Zrzeszenie Studentów Uniwersytetu w Białymstoku (NZS UwB)
- Podlaskie Studenckie Forum Business Centre Club (SFBCC)
- Stowarzyszenie AIESEC POLSKA Komitet Lokalny Białystok
- Stowarzyszenie Kuźnia Talentów

## Koła naukowe

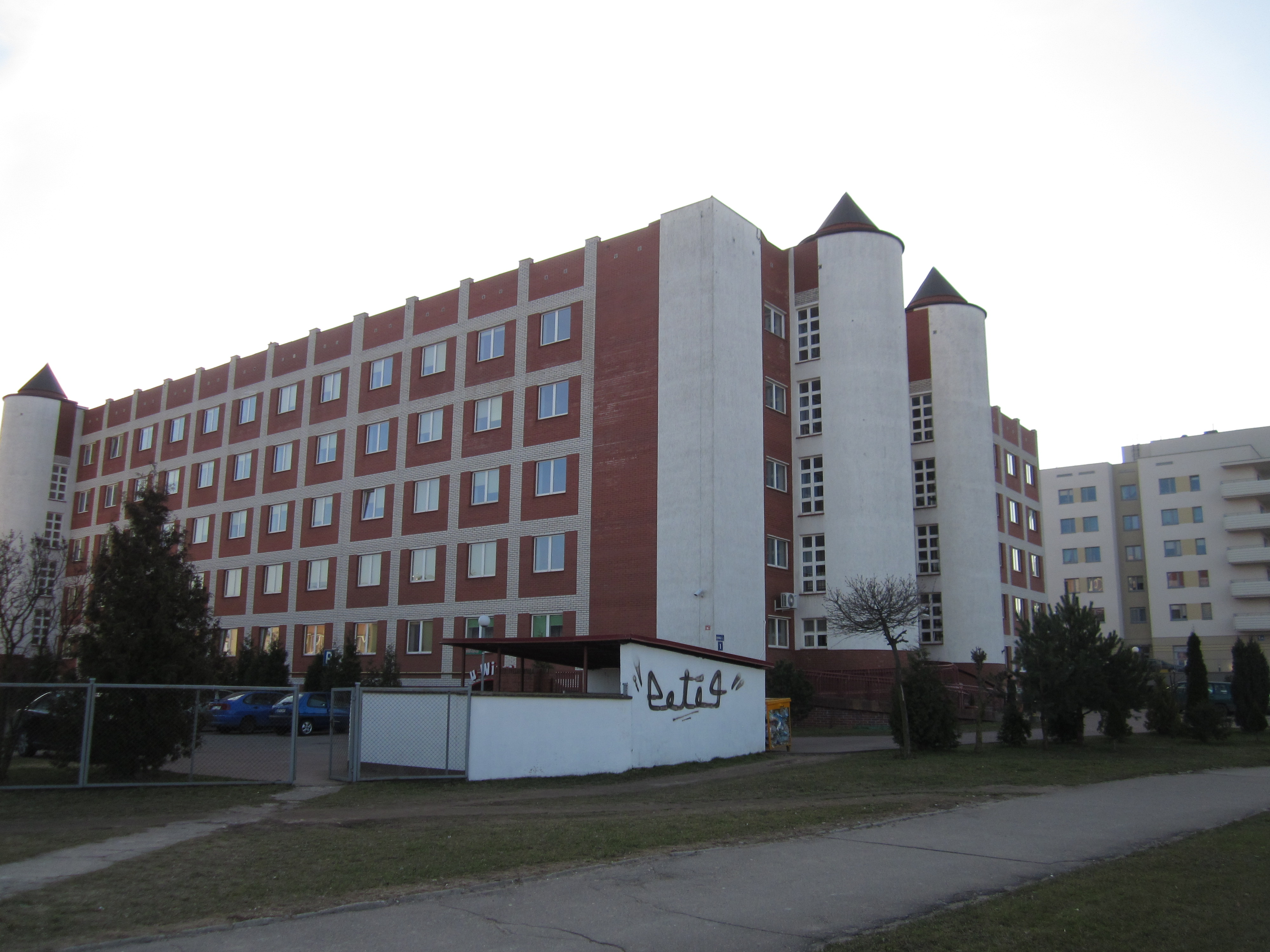
Dom studenta nr 1 UwB przy ul. Żeromskiego 1

- Koło Naukowe Chemików UwB "Pozyton"
- Koło Naukowe Biologów im. dr. Włodzimierza Chętnickiego
- Studenckie Koło Naukowe „Laboris”
- Środowiskowe Koło Naukowe „ENVIRO”
- Studenckie Koło Menadżerów
- Studenckie Koło Ekonomistów Turystyki
- Studenckie Koło Przedsiębiorczości „SKP”
- Studenckie Koło Naukowe Europrojekt
- Studenckie Koło Naukowe Samorządu Terytorialnego
- Koło Naukowe Ekonomii Międzynarodowej
- Koło Naukowe Marketingu i Zarządzania w Sporcie
- Koło Naukowe Studentów Ekonomii im. Friedricha von Hayeka
- Koło Naukowe Studentów Informatyki im. Johna von Neumanna
- Koło Naukowe Polonistów
- Dydaktyczno-Naukowe Koło Kształcenia Kompetencji Interkulturowej
- Interdyscyplinarne Koło Naukowe Rusycystów „W(Koło) Rosji”
- Koło Naukowe Studentów „Regionalni”
- Klub Humanistów
- Koło Kulturoznawców „kulSTRUKtura”
- Koło Naukowe Fizyków
- Studenckie Koło Naukowe Historyków
- Koło Naukowe Filozofów
- Koło Naukowe Socjologiczno-Antropologiczne
- Studenckie Koło Naukowe Wschodnie Pogranicze
- Koło Naukowe Stosunków Międzynarodowych
- Koło Naukowe Matematyczno-Informatyczne
- Studenckie Koło Technologii Rozproszonych
- Informatyczne Koło Naukowe
- Koło Naukowe Młodych Wolontariuszy
- Koło Młodych Teoretyków Pedagogiki
- Koło Naukowe Pedagogiki Specjalnej
- Naukowe Koło Dydaktyki Ogólnej (Aktywnych Dydaktyków)
- Naukowe Koło Kreatywności
- Studenckie Koło Naukowe Socjologii Edukacji
- Artystyczne Koło Teatralne
- Studenckie Koło Naukowe Andragogów i Gerontologów
- Studenckie Koło Naukowe Pedagogiki Resocjalizacyjnej
- Koło Kabaretowe „Urwani”
- Studenckie Koło Naukowe „Animacji Cooltury”
- Koło Naukowe Pedagogiki Przedszkolnej
- Naukowe Koło Filmoznawcze
- Studenckie Koło Edukacji Międzykulturowej
- Studenckie Koło Naukowe Teorii Wychowania i Praktyki Pedagogicznej
- Akademickie Koło Katolickiego Stowarzyszenia Młodzieży
- Studencka Poradnia Prawna Pracownia na Wydziale Prawa UwB
- Koło Prawa Zarządzania Funduszami Europejskimi
- Koło Naukowe Prawa Finansowego
- Wydziałowe Koło Piłkarskie „Strzelec”
- Studenckie Koło Prawa Podatkowego
- Studenckie Koło Prawa Administracyjnego
- Koło Naukowe Prawa Pracy
- Studenckie Koło Miłośników Prawa i Kultury Antycznej
- Studenckie Koło Nauk Penalnych
- Studenckie Koło Prawa Gospodarczego
- Towarzystwo Przyjaciół Prawa Konstytucyjnego
- Koło Naukowe Prawa Międzynarodowego i Praw Człowieka
- Koło Nauk Cywilistycznych
- Koło Naukowe Prawa Europejskiego
- Koło Naukowe Prawa Własności Intelektualnej, Mediów i Internetu
- Koło Naukowe Prawa Karnego i Kryminologii
- Studenckie Koło Filozofii Prawa
- Międzywydziałowy Klub Szachowy „DRAGON2005”
- Studenckie Koło Historii Prawa
- Koło Naukowe Teorii Społecznych
- Your Erasmus Support (YES)
- Akademicki Klub Wędkarski – AKW „ROBAL”
- Koło Naukowe Prawa Ochrony Środowiska
- Koło Naukowe Towarzystwo Wiedzy Obronnej
- Koła Naukowego Prawa Sportowego
- Koło Naukowe Prawa Medycznego i Farmaceutycznego „PRO HUMANAE VITAE”

## Towarzystwa (oddziały na UwB)
- Polskie Towarzystwo Chemiczne
- Polskie Towarzystwo Fizyczne
- Polskie Towarzystwo Hydrobiologiczne
- Polskie Towarzystwo Psychologiczne
- Polskie Towarzystwo Socjologiczne

## Doktorzy honoris causa
Źródło: strona internetowa uczelni
- Jerzy Giedroyc
- Ryszard Kaczorowski
- Marcel Morabito
- abp Sawa (Metropolita warszawski i całej Polski)
- Andrzej Stelmachowski
- Andrzej Wyczański
- abp Edward Ozorowski (Metropolita Białostocki)
- Keiichi Yamanaka
- Brunon Hołyst
- Jerzy Wilkin
- Ewa Wipszycka
- Alina Kowalczykowa
- Halina Krukowska
- Leszek Borysiewicz
- Jerzy Maksymiuk
- Adam Hulanicki
- Zbigniew Galus
- Reinhard Selten